# Marvin Bejarano
Marvin Orlando Bejarano Jiménez (Tarija, 6 de março de 1988) é um futebolista profissional boliviano que atua como zagueiro, atualmente defende o Royal Pari

## Seleção
Marvin Bejarano integrou a Seleção Boliviana de Futebol na Copa América de 2015.